# Luigi Bianchi
Luigi Bianchi, född 18 januari 1856 i Parma, död 6 juni 1928 i Pisa, var en italiensk matematiker.
Bianchi var professor i Pisa och från 1900 redaktör för tidskriften Annali di matematica. Han är mest känd för sina arbeten i differentialgeometri samt utgav även framstående läroböcker. Bianchi tilldelades matematikpriset från Accademia dei XL 1883. År 1900 blev han ledamot av Fysiografiska sällskapet i Lund.